# Bhatambra, Bhalki
Bhatambra là một làng thuộc tehsil Bhalki, huyện Bidar, bang Karnataka, Ấn Độ.